# اتصالات داخلية

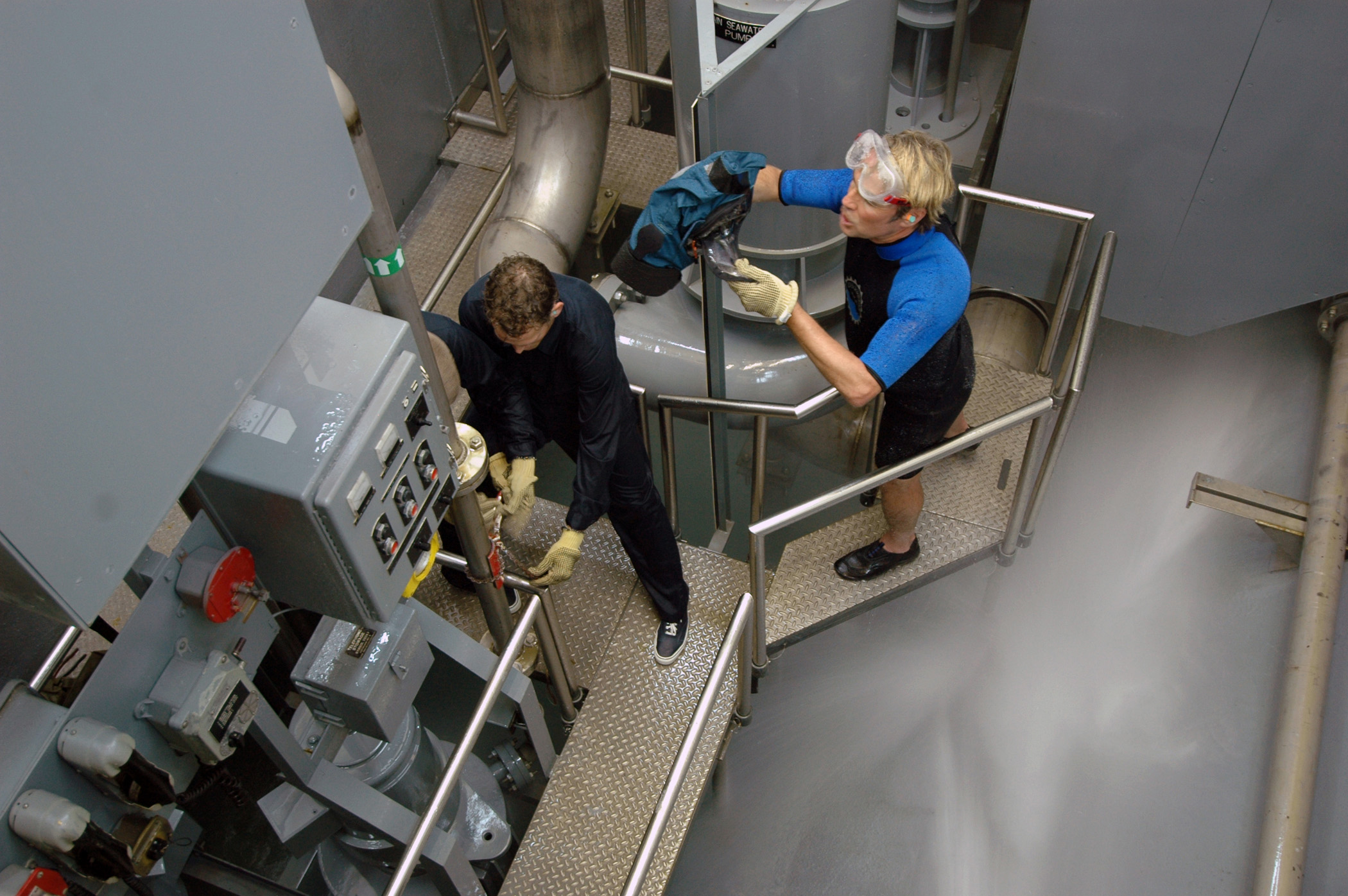

الاتصالات الداخلية IC "التواصل الداخلي" هي الوظيفة التي تتولى مسؤولية إدارة عمليات التواصل بفعالية داخل المؤسسات وفي جميع اتجاهات المعلومات. يختلف نطاق الوظيفة حسب المنظمة والمزاول، بدءًا من إعداد الرسائل والحملات وتسليمها إلى تهيئة حوار متبادل وتطوير مهارات التواصل لدى المشتركين في المنظمة.
تهدف إدارة التواصل الداخلي إلى تحقيق الهدف من التواصل بفعالية عن ما إذا تم التواصل بدون تدخل الإدارة. حيث تسعى لتحقيق الوعي٬ المعرفة٬ الإيمان٬ الشعور٬ وتحفيز الفعل مجتمعين أو فرادى لأي رسالة يتم إدارة إرسالها بفعالية.
تعد المعرفة الحديثة للاتصالات الداخلية مجال قائم بذاته ويستند إلى النظرية والتطبيق لمهن ذات صلة، في مقدمتها الصحافة، وإدارة المعرفة، والعلاقات العامة (العلاقات مع وسائل الإعلام، على سبيل المثال)، والتسويق، والموارد البشرية، إضافة إلى الدراسات التنظيمية الأوسع نطاقًا ونظرية التواصل، وعلم النفس الاجتماعي، وعلم الاجتماع، والعلوم السياسية.

## تاريخ الاتصالات الداخلية
لدى المنظمات الصناعية الكبرى تاريخ عريق في تعزيز الفخر والألفة بين الموظفين في الشركات، والذي يتجلى في الإنتاج الثقافي للشركات المصنعة للصابون منذ العصر الفيكتوري والتي تقع في أنحاء متفرقة مثل شركة ليفر بروذرز في المملكة المتحدة (في الصورة على اليمين) وشركة لاركن لتصنيع الصابون في بوفالو (نيويورك).
تعد الاتصالات الداخلية فرعًا معرفيًا من فروع الإدارة في الأساس، لكنها منفصلة عن النظرية التنظيمية فهي في المقابل حديثة العهد. يعد كتاب أليكس هيرون، الأستاذ المشارك في جامعة ستانفورد، مشاركة المعلومات مع الموظفين 1943 إحدى الكتابات غير الاعتيادية التي تركز حصرًا على العوامل ذات الصلة. تسارعت خطوات وضع النظريات في الأبحاث الأكاديمية خلال سبعينيات القرن العشرين، إلا أن الكتابات السائدة في الإدارة يعود معظمها لبعد عام 1990.
تتطرق كل من روكي وياكسلي في كتابهما الذي صدر عام 2013 سبل نشوء هذا الفرع المعرفي من أيام مطبوعات الموظفين في أواخر القرن التاسع عشر. تنامى الدافع للتواصل مع الموظفين، عندما أصبحت المنظمات أكثر تعقيدًا، وأدى ذلك إلى ظهور هذا الفرع المعرفي على نحو تخصصي أكثر فأكثر.

## دور الاتصالات الداخلية في المنظمات
يعتمد الغرض الذي سيؤديه مدير أو فريق الاتصالات الداخلية المعيّن رسميًا ضمن منظمة بعينها على سياق الأعمال. أولًا، قد تؤدي وظيفة الاتصالات الداخلية دور «التسويق الداخلي» (أي السعي إلى اجتذاب المشاركين إلى رؤية إدارة المنظمة)، ثانيًا، قد تؤدي خدمة «لوجستية» بصفة مدير قناة، ثالثًا، قد تتصرف بصفتها مستشار استراتيجي.
ثمة اختلاف عملي بين التواصل الموجه وعمليات التفاعل المنظَمة في صفوف الفرق أو بين المدراء والمرؤوسين. يتحدث منتسبرغ عن حقيقة أن التواصل أساسي في عمل المدير، لا سيما في مجتمع المعلومات. تطرق للاتصال المتبادل بين الأشخاص في مكان العمل كتّاب مثل فيليب كلامبيت.
هناك جملة من الأسباب تجعل المنظمات تعنى بالاتصالات الداخلية. فالموظفون هم القلب والقالب للمنظمة، لذا من المهم جدًا مراعاة احتياجاتهم. تنمي القوى العاملة التشاركية والملتزمة نتائج الأعمال وتحفزها. يشجّع الانتماء المعنوي للموظفين على رفع مستوى الأداء لديهم، مما يخفض معدل الدوران ويتيح ميزات تنافسية. يتعين على الشركات حتى في ظروف الاقتصاد الحرج أن تشجع على الأداء العالي وتحافظ عليه.
ومن الأهمية بمكان أن يوجد عادةً إلزام قانوني يقع على عاتق المنظمات لتتواصل مع العاملين لديها. في أوروبا، على سبيل المثال، أورد الاتحاد الأوروبي نصوصًا خاصة للغاية بشأن الحقوق العمالية للإعلام والتشاور مع التوجيه 94/45/EC (مجلس الأعمال).
يفهم الممارسون الاتصالات الداخلية الفعّالة عادةً أنها لتعزيز الانتماء المعنوي للموظفين (انظر، على سبيل المثال، تقرير ماكلويد برعاية حكومة المملكة المتحدة) مما يضيف قيمة هامة إلى المنظمات استنادًا إلى المقاييس من الإنتاجية إلى بحث العملاء.
جاء في دراسة لـ كويرك عام 2008: «ركزت الاتصالات الداخلية كما جرت العادة على نشر الاستنتاجات الإدارية وحزم التفكير الإداري في رسائل للتوزيع على نطاق واسع على «الجنود»». يورد البحث درجة لقيمة هذا النموذج من «البث» للاتصالات الداخلية. يتجه البث ليكون أكثر جدوى في التأثير على كبار المسؤولين الإداريين ومسؤولي الإدارة الوسطى منه على الموظفين في الخط الأمامي بدون حلقات التغذية الراجعة والاستفادة من المشاركة الإيجابية ومهارات الوساطة للمشرفين أو قادة الفرق في الخطوط الأمامية – انظر، مثال، لاركن ولاركن 1994.
حسب ستوهل عام 1995، قد تؤدي وظيفة الاتصالات الداخلية مع تطورها في المنظمة دورًا أكبر في تسهيل الحوارات «تصاعديًا» و «تنازليًا» و«على صعيد المنظمة ككل». تلاحظ المنظمات أن الاتصالات الداخلية تؤدي دورًا في إدارة السمعة الخارجية على نحو متزايد. يبحث جوب كورنيلسون في كتابه إستراتيجية الاتصالات العلاقة بين السمعة والحوارات الداخلية. يبلغ هذا الاتجاه كامل إمكانياته مع حلول «المعايير» الجديدة وتوقعات العملاء في وسائل التواصل الاجتماعي، كما في عمل سكوبل وإسرائيل  على سبيل المثال. سلط الباحثون في السوق كذلك الضوء على تأثيرات تأييد الموظفين للسمعة الخارجية للمنظمة.
يحاول مدراء الاتصالات الداخلية حث القادة البارزين على التفكير استراتيجيًا حول كيفية النظر في القرارات الإدارية داخليًا وخارجيًا. يكون تركيز الاتصالات الداخلية في كثير من الأحيان في التأكيد على تمكن الموظفين من دعم القرار والإحاطة بكيفية انعكاسه على عملهم. فالقرار هو الغاية التي من أجلها يبذل الموظفون جهودًا تقديرية في عملهم. إن الموظف الملتزم هو من يسهم إسهامًا كاملًا في الوجدان والفكر. ويكون ملتزمًا ومتحمسًا حيال العمل. ويتمتع بالقدرة على العمل ضمن فريق في مختلف التخصصات والمهام. ويتمتع بالوعي والالتزام لتحقيق أهداف الشركة وسياق الأعمال. يخاطب الانتماء المعنوي للموظفين مستوى الثقة في القيادة، وهو الاعتقاد بأن القرارات تتخذ لتحقيق المصلحة العليا للمنظمة وموظفيها للمرحلة التي يشعر فيها الموظفين بقيمتهم وتقديرهم. يزداد أداء الموظف وتأثيره على المحصلة النهائية كلما كان أكثر انخراطًا والتزامًا وإلهامًا.

## استراتيجية الاتصالات الداخلية
تتكون استراتيجية الاتصالات الداخلية من خمسة عناصر رئيسية تساهم في تحقيق التواصل الفعال داخل المؤسسات، وفقاً لخبير الاتصال الداخلي وتجربة الموظفين إسلام يسري:
1. تحديد الطموح الرئيسي: يتضمن وضع أهداف محددة وقابلة للقياس (SMART) تتماشى مع رؤية المؤسسة العامة، مثل تعزيز التواصل بين المستويات التنظيمية أو تحسين مشاركة الموظفين.
2. المجالات الأساسية: تشمل النطاقات الرئيسية للعمل مثل:

- تنفيذ استراتيجية المؤسسة داخلياً
- دعم مبادرات الأقسام المختلفة
- تعزيز مشاركة الموظفين
- تطوير قدرات فريق الاتصال الداخلي

1. استراتيجيات وتكتيكات التنفيذ: تتضمن مجموعة متنوعة من الأساليب مثل التواصل المباشر من القيادة والاستفادة من الموظفين المؤثرين كسفراء داخليين.
2. القدرات اللازمة: تحديد المهارات والموارد المطلوبة لتنفيذ الاستراتيجية بفعالية، مثل مهارات تخطيط الاتصالات ورواية القصص.
3. أنظمة الإدارة الداعمة: تشمل العمليات والإجراءات التي تدعم تنفيذ الاستراتيجية، مثل أنظمة إدارة العلاقات وتقييم الأداء.

## الرابطات والاعتمادات الممنوحة للاتصالات الداخلية
لا يوجد أهلية اتصال داخلي معترف به عالميًا حتى الآن، رغم إقامة عدد من الدورات التدريبية والمؤهلات الرسمية لوضع المعايير والمحافظة عليها.
في المملكة المتحدة، تقدم هيئات الاعتماد التي تمثل المهنة مؤهلات تنافسية. كما يقدم المعهد المعتمد للعلاقات العامة فيها التدريب والمؤهلات في الاتصالات الداخلية بما في ذلك دورات الدبلوم والشهادات. تتوفر كذلك برامج الدبلوم والماجستير لطلبة الدراسات العليا في إدارة الاتصالات الداخلية في جامعة كينغستون في لندن.
في أوروبا، تتوفر دورات ذات صلة أيضًا في جامعة لوغانو في سويسرا وكلية روتردام للإدارة في هولندا.
في آسيا، ما يزال مجال الاتصالات الداخلية في مراحله الأولى مع فئة قليلة من المختصين في الاقتصادات الأكثر تقدمًا مثل سنغافورة وهونج كونج، والتي اعتُمِدَ بعضها من قبل مستشاري الأعمال في سنغافورة ومجلس الخبراء الاستشاريين.
تشمل رابطات الاتصالات الداخلية المهنية معهد الاتصالات الداخلية، والرابطة الدولية لاختصاصي أعمال التواصل IABC، وغيرها من الرابطات. أغلقت IABC في عام 2013 أهلية اختصاصي أعمال التواصل المعتمد، إلا أنها اعتزمت إطلاق برنامج الاعتماد لاختصاصي التواصل الاستراتيجيين في خريف 2014.

## المرادفات
قد تسمى الاتصالات الداخلية بأسماء مختلفة مثل: اتصالات الموظفين، والانتماء المعنوي للموظفين، وعلاقات الموظفين، والتسويق الداخلي، واتصالات الشركة، واتصالات الطاقم. قد تقع المسؤولية على عاتق الاتصالات الداخلية في مهام عدة مقررة، تشمل التسويق، اتصالات الشركة، التحويل، الموارد البشرية، ومكتب الرئيس التنفيذي. يمكن أن تستلزم مهام الاتصالات الداخلية جملة من المهارات، مثل: الكتابة والتسويق وتنظيم الفعاليات ومنتجات الإنترنت والتسهيل والإعلان وإدارة أصحاب المصلحة والمسؤولية الاجتماعية للشركات وإدارة العلامات التجارية والتدريب على التواصل.